# Championnat de France de hockey sur glace 1978-1979
Saison précédente Saison suivante
La saison 1978-1979 est la 58e saison du championnat de France de hockey sur glace. Le championnat élite porte le nom de Nationale A. 

## Nationale A

### Phase préliminaire
Toutes les équipes se rencontrent sur un aller-retour. Les résultats définissent la constitution des poules lors de la 2e phase.
|     | Club            | J  | Pts | V  | N | D  | BP  | BC   | Diff |
| --- | --------------- | -- | --- | -- | - | -- | --- | ---- | ---- |
| 1er | Chamonix        | 18 | 28  | 14 | 0 | 4  | 116 | -74  | +42  |
| 2e  | Saint-Gervais   | 18 | 23  | 11 | 1 | 6  | 105 | -82  | +23  |
| 3e  | Grenoble        | 18 | 22  | 11 | 0 | 7  | 99  | -86  | +13  |
| 4e  | Viry-Châtillon  | 18 | 21  | 9  | 3 | 6  | 116 | -83  | +33  |
| 5e  | Tours           | 18 | 20  | 10 | 0 | 8  | 115 | -84  | +31  |
| 6e  | Megève          | 18 | 18  | 9  | 0 | 9  | 94  | -89  | +5   |
| 7e  | Villard-de-Lans | 18 | 17  | 8  | 1 | 9  | 93  | -82  | +11  |
| 8e  | Gap             | 18 | 17  | 8  | 1 | 9  | 82  | -106 | -24  |
| 9e  | FV Paris        | 18 | 12  | 6  | 0 | 12 | 87  | -113 | -26  |
| 10e | Croix           | 18 | 2   | 1  | 0 | 17 | 55  | -163 | -108 |

### Deuxième phase
2 poules sont constituées : 
- une poule finale regroupant les 6 meilleures équipes de la phase préliminaire, qui se rencontrent à nouveau en aller-retour. Les points de la première phase sont conservés mais ne comptent que pour la moitié de ceux obtenus en phase finale (quatre points pour une victoire et deux pour un match nul). L'équipe première au classement final est championne de France.
- une poule de promotion/relégation regroupant les 4 équipes restantes avec les 2 meilleures équipes de Nationale B et se rencontrant en aller-retour. Les 2 dernières équipes du classement finales étant reléguées en Nationale B.

#### Poule finale
|     | Club           | J  | Pts | V | N | D | BP | BC  | Diff |
| --- | -------------- | -- | --- | - | - | - | -- | --- | ---- |
| 1er | Chamonix       | 10 | 50  | 4 | 3 | 3 | 53 | -44 | +9   |
| 2e  | Tours          | 10 | 48  | 6 | 2 | 2 | 72 | -55 | +17  |
| 3e  | Saint-Gervais  | 10 | 45  | 5 | 1 | 4 | 49 | -50 | -1   |
| 4e  | Viry-Châtillon | 10 | 39  | 4 | 1 | 5 | 45 | -53 | -8   |
| 5e  | Megève         | 10 | 38  | 5 | 0 | 5 | 51 | -51 | 0    |
| 6e  | Grenoble       | 10 | 32  | 2 | 1 | 7 | 41 | -58 | -17  |

#### Promotion/Relégation
|   | Club            | J  | Pts | V | N | D  | BP | BC  | Diff |
| - | --------------- | -- | --- | - | - | -- | -- | --- | ---- |
| 1 | Villard-de-Lans | 10 | 20* | 8 | 0 | 2  | 84 | -54 | +30  |
| 2 | Caen            | 10 | 14  | 7 | 0 | 3  | 73 | -48 | +25  |
| 3 | Gap             | 10 | 12* | 5 | 0 | 5  | 74 | -63 | +11  |
| 4 | FV Paris        | 10 | 12  | 6 | 0 | 4  | 68 | -73 | -5   |
| 5 | Lyon            | 10 | 8   | 4 | 0 | 6  | 51 | -71 | -20  |
| 6 | Croix           | 10 | 0   | 0 | 0 | 10 | 32 | -73 | -41  |

N.B. : En vertu du classement de la première phase, Villard-de-Lans a commencé avec quatre points de bonus et Gap avec deux.
Caen est promu en Nationale A pour la saison suivante, Croix descend en Nationale B.

### Meilleurs pointeurs
|     | Nom           | Club     | B  | A  | Pts |
| --- | ------------- | -------- | -- | -- | --- |
| 1er | Luc Tardif    | Chamonix | 41 | 25 | 66  |
| 2e  | Philippe Rey  | Chamonix | 37 | 24 | 61  |
| 3e  | Guy Galiay    | Tours    | 28 | 26 | 54  |
| 4e  | Jean Vassieux | Villard  | 18 | 33 | 51  |
| 5e  | Joe Fidler    | Tours    | 23 | 25 | 48  |

### Bilan
Chamonix est champion de France pour la trentième fois. Croix descend en Nationale B.
- Meilleur joueur français : Philippe Rey (Chamonix)
- Meilleur gardien : Bernard Deschamps (Chamonix)
- Trophée du fair-play : Gap.
- Meilleur arbitre : Marcel Guadaloppa.